# 청주하이텍고등학교
청주하이텍고등학교(淸州하이텍高等學校)는 대한민국 충청북도 청주시 서원구 분평동에 있는 공립 고등학교이다.

## 학교 연혁
- 1996년 11월 6일 : 충북전산기계고등학교 설립인가(전산이용기계과 18학급)
- 1998년 9월 16일 : 전산이용기계과 기계계열 특성화 고교 교육감 승인
- 1998년 12월 16일 : 교사 신축 공사 완공 (총 9,180m2)
- 1999년 3월 4일 : 제1회 입학식 (6학급 271명)
- 1999년 5월 27일 : 충북전산기계고등학교 개교기념식
- 2003년 11월 28일 : 5층 다목적실 준공 (657.2m2)
- 2007년 1월 9일 : 특수학급 교실 준공(306.54m2)
- 2018년 3월 1일 : 정밀기계과(2학급), 자동화시스템과(2학급), 전기전자과(2학급) 학과개편
- 2018년 3월 1일 : '청주하이텍고등학교' 교명변경
- 2023년 9월 1일 : 제14대 신상규 교장 부임
- 2023년 12월 29일 : 제23회 졸업식 128명(남 117명, 여 11명) 총 졸업생 4,484명(남 3,901명, 여 583명)
- 2024년 3월 4일 : 제26회 입학식 124명(6학급 남 111명, 여 13명)

## 설치 학과
- 전기전자과
- 정밀기계과
- 자동화시스템과

## 참고 자료
- 청주하이텍고등학교 - 한국교육학술정보원 학교알리미